# Passendale
Passendale (pronunțat în neerlandeză ˈpɑsəndaˑlə; denumit în trecut Passchendaele) este un sat în comuna Zonnebeke, Flandra de Vest, Belgia. Localitatea se află în apropierea orașului Ypres, și a rămas în istorie drept locul bătăliei de la Passchendaele din Primul Război Mondial.
1. ↑  GeoNames, accesat în 9 iulie 2017